# Presunto culpable
Presunto culpable és una sèrie de televisió espanyola produïda per Boomerang TV per a Antena 3, que es va estrenar el 18 de setembre de 2018. La sèrie està basada en la culpabilitat o innocència del suposat assassinat d'una jove que resulta ser la promesa del protagonista. És protagonitzada per Miguel Ángel Muñoz, Alejandra Onieva, Susi Sánchez i Carlos Serrano, Elvira Mínguez o Teresa Hurtado de Ory, entre d'altres.

## Sinopsi i història
Ambientada en un petit i idíl·lic poble pesquer del País Basc, conta la història de Jon Arístegui (Miguel Ángel Muñoz), un investigador que viu a París i que, després d'un terrible succés, es veurà obligat a tornar al poble on va néixer i que va abandonar sis anys enrere. Allí haurà d'enfrontar-se als fantasmes del seu passat i a un misteri que mai va arribar a resoldre's: la desaparició de la seva promesa, Anne (Alejandra Onieva).
La sèrie guarda bastant similitud amb la trama de la sèrie noruega Frikjent (Absolt), que les seves 2 temporades van ser emeses a Espanya en 2016 i 2017 a través de Movistar Series. La província de Biscaia és la protagonista principal de la sèrie. Allí es desenvoluparà la trama estenent-se durant uns mesos. Llocs com Bilbao, Gaztelugatxe, La ria de Guernica, el passeig marítim de Mundaka, el Far de Matxitxako, localitzacions a Bermeo i les platges basques de Laga, Laida i Arribolas seran els enclavaments favorits de desenvolupament de la trama al costat de Madrid, Segòvia i París (a Pont Neuf o Les Berges de Seine).

## Repartiment
Repartiment principal 
- Miguel Ángel Muñoz - Jon Arístegui
- Susi Sánchez - Begoña
- Elvira Mínguez - Amaia Aguirre
- Alejandra Onieva - Anne Otxoa
- Carlos Serrano - Iñaki Arístegui
- Itziar Atienza - Ainhoa Arístegui
- Eduardo Rosa - Javier Arístegui
- Tomás del Estal - Aitor Arístegui
- Pablo Scola - Salvador Arístegui
- Teresa Hurtado de Ory - Susana Ortega
- Irene Montalá - Elena
- Josean Bengoetxea - Julen Otxoa
- Kiko Rossi - Eneko Otxoa
- Carol Rovira - Maite Otxoa
- Iñaki Font - Joseba Otxoa

 Repartiment secundari 
- Asier Iturriaga - Guillermo
- Marta Castellote - Laia
- Jon Mendía - Pedro
- Patxi Santamaría - Padre Leandro
- Naiara Carmona - Nerea
- Maialen Vega - Natalia
- Lluis Hostalot - Padre de Natalia
- Ylenia Baglietto - Sara (ertzaina)
- Iñigo Aranburu - Periodista
- Irene Bueno Royo-Teresa (dona teràpia)

## Episodis i audiències
| Sèrie | Sèrie       | Estrena                | Final                  | Audiència mitjana | Audiència mitjana | Audiència mitjana |
| Sèrie | Sèrie       | Estrena                | Final                  | Espectadors       | Quota             |                   |
| ----- | ----------- | ---------------------- | ---------------------- | ----------------- | ----------------- | ----------------- |
|       | 13 episodis | 18 de setembre de 2018 | 11 de desembre de 2018 | 1 898 000         | 13,2%             |                   |

| N.º (sèrie) | N.º (temp.) | Títol          | Director(es)      | Guionista(s)                               | Data d'emissió         | Audiència         |
| ----------- | ----------- | -------------- | ----------------- | ------------------------------------------ | ---------------------- | ----------------- |
| 1           | 1           | «Vértigo»      | Alejandro Bazzano | Javier Holgado i Susana López              | 18 de setembre de 2018 | 2 266 000 (16,0%) |
| 2           | 2           | «Culpabilidad» | Alejandro Bazzano | Javier Holgado i Susana López              | 25 de setembre de 2018 | 1 853 000 (13,0%) |
| 3           | 3           | «Defensa»      | Alberto Ruiz Rojo | Javier Holgado, Carlos Vila i Susana López | 2 d'octubre de 2018    | 1 712 000 (11,9%) |
| 4           | 4           | «Permiso»      | Alberto Ruiz Rojo | Javier Holgado, Carlos Vila i Susana López | 9 d'octubre de 2018    | 1 724 000 (11,8%) |
| 5           | 5           | «Furia»        | Menna Fité        | Javier Holgado, Carlos Vila i Susana López | 16 d'octubre de 2018   | 1 891 000 (13,1%) |
| 6           | 6           | «Dolor»        | Menna Fité        | Javier Holgado, Carlos Vila i Susana López | 23 d'octubre de 2018   | 1 774 000 (12,3%) |
| 7           | 7           | «Pensamientos» | Alejandro Bazzano | Javier Holgado i Carlos Vila               | 30 d'octubre de 2018   | 1 829 000 (12,9%) |
| 8           | 8           | «Rabia»        | Alejandro Bazzano | Javier Holgado i Carlos Vila               | 6 de novembre de 2018  | 1 910 000 (12,7%) |
| 9           | 9           | «Persecución»  | Alberto Ruiz Rojo | Javier Holgado i Carlos Vila               | 13 de novembre de 2018 | 1 877 000 (13,1%) |
| 10          | 10          | «Disidencias»  | Alberto Ruiz Rojo | Javier Holgado i Carlos Vila               | 20 de novembre de 2018 | 1 978 000 (13,7%) |
| 11          | 11          | «Cambios»      | Menna Fité        | Javier Holgado i Carlos Vila               | 27 de novembre de 2018 | 1 905 000 (12,9%) |
| 12          | 12          | «Reproches»    | Menna Fité        | Javier Holgado i Carlos Vila               | 4 de desembre de 2018  | 1 940 000 (13,4%) |
| 13          | 13          | «Verdad»       | Alejandro Bazzano | Javier Holgado i Carlos Vila               | 11 de desembre de 2018 | 2 047 000 (14,9%) |